# Pierre Carron
Pierre Carron (Fécamp, 16 de diciembre de 1932 - 19 de marzo de 2022) fue un pintor y escultor francés, Premio de Roma en pintura.